# Moixó a la carretera de Santa Reparada
El Moixó a la carretera de Santa Reparada és una obra de Begur (Baix Empordà) inclosa a l'Inventari del Patrimoni Arquitectònic de Catalunya.

## Descripció
Peça de forma trièdrica amb 2 cares planeres i una de corbada (la que dona a la paret de les cases). Les arestes són bisellades. Té una alçada aproximada d'1 metre. El contacte amb el terra es produeix per una basa, igual que la que corona la peça (motllures d'1/4 de canya i tall recte) però coronada amb una mica de pendent a 3 aigües.
La pedra té la següent inscripció: "CARRETERA DE/BAGUR A LA /PLAYA DE LA/RIERA./COSTEADA/POR D.JOSE/A. PELLA./ KM.2'107
Està ben conservada, una mica enverdida pel temps. És de pedra caliça.